# Williston, North Dakota
Williston är administrativ huvudort i Williams County i North Dakota. Orten har fått sitt namn efter Daniel Willis James som var styrelsemedlem i Northern Pacific Railroad Company. Enligt 2020 års folkräkning hade Williston 29 160 invånare.

## Kända personer från Williston
- Julie Fedorchak, politiker